# Artviner Felseidechse
Die Artviner Felseidechse (Darevskia derjugini), auch Artviner Eidechse genannt, ist eine Art der Kaukasischen Felseidechsen innerhalb der Familie der Echten Eidechsen. Sie lebt im Kaukasus.

## Merkmale
Eine kleine, gedrungen gebaute, nicht abgeplattete Eidechse mit einer Gesamtlänge bis zu 16,5 cm. Die Kopf-Rumpf-Länge der Männchen beträgt maximal 54 mm, die der Weibchen bis zu 65 mm. Der Habitus erinnert an die Waldeidechse. Der Schwanz ist oberseits hellbraun, an den Seiten dunkelbraun bis schwarz; der Übergang zwischen den beiden Farbzonen ist sehr scharf und deutlich gesägt, so dass ein Muster dunkler seitlicher Rauten entsteht. An der Unterseite verläuft eine charakteristische weiße Begrenzungslinie, die vom hinteren Hinterbeinansatz ausgeht und sich an den Schwanzseiten fortsetzt.
Zwischen Schläfenplatte (Massetericum) und Trommelfell befinden sich 1–4 kleine Schuppen. Das Halsband ist deutlich gesägt. Die Rückenschuppen sind zumeist glatt, in der hinteren Körperhälfte manchmal schwach gekielt. Die Schuppen auf der Schwanzoberseite sind deutlich gekielt.
Die Oberseite weist einen olivgrauen, bräunlichen oder hellschokoladenfarbenen Grundton auf. An den Körperseiten befindet sich ein breites mittel- bis dunkelbraunes Band. Dieses ist gegen den helleren Rücken scharf abgegrenzt, dabei ist der Übergang immer deutlich gesägt. Unter dem Auge beginnt ein schmaler, weißer Längsstreifen, der sich an den Flanken meist in Flecken auflöst, nach dem Hinterbeinansatz dann aber wieder kontinuierlich entlang der Schwanzunterkante verläuft. Der Rücken ist häufig mit kleineren dunklen Flecken versehen, die in undeutlichen Längsreihen angeordnet sein können. Über dem Vorderbeinansatz haben besonders die Männchen häufig einen oder mehrere leuchtend blaue Flecken, die dunkel eingefasst sein können. Ansonsten sind die Flanken meist mit vielen kleinen weißlichen biss hellbräunlichen Flecken bedeckt. Die Unterseite ist strohgelb bis grünlich, bei den Weibchen zuweilen auch weißlich oder rosafarben. Die Bauchränder sind oft, besonders bei den Männchen, deutlich blau und schwarz gefleckt. Die Jungtiere haben kupferfarbene Körper und türkisblaue Schwänze.

## Verwechslungsarten
Von allen kleineren Echten Eidechsen des Kaukasus-Raumes unterscheidet sich die Artviner Felseidechse durch die charakteristische dunkelbraune Rautenmuster-Zeichnung der Schwanzseiten.

## Verbreitung
Das Verbreitungsgebiet läuft von der Region Krasnodar und der Region Karatschai-Tscherkessien in Russland im Nordwesten über den nordwestlichen Teil des Großen Kaukasus an den Südhängen des Großen Kaukasus entlang bis in den zentralen Teil von Georgien und südlich bis in den nordöstlichen Teil der Türkei. An der Schwarzmeerküste entlang verläuft das Areal im Norden von Sotschi bis in den Süden etwa nach Sochumi. In der Rioni-Senke kommt die Art nicht vor, lebt aber südlich davon bei Hopa in der Türkei wieder an der Küste des Schwarzen Meeres und lebt westlich bis etwa Giresun. Östlich davon besiedelt sie den Kleinen Kaukasus.

## Lebensraum
Von der Meeresspiegelhöhe bis 1900 m über NN. Die bodenbewohnende Art ist ziemlich feuchtigkeitsliebend. Sie findet sich an Wald- und Wegrändern, auf Lichtungen in Nadel- und Laubwäldern, sowie im Strauchbewuchs an Gewässerufern. Die Obergrenze ihrer Verbreitung fällt mit der Obergrenze der Nordmanntanne zusammen. In Hochlagen lebt sie in u. a. mit Rhododendren bewachsenen Flächen. Versteckplätze findet sie zwischen der Bodenvegetation, im Falllaub, zwischen Wurzeln, in vermodernden Baumstubben, unter lockerer Rinde umgefallener Baumstämme, in Totholzhaufen oder in Höhlen kleiner Nager.

## Lebensweise
In höheren Lagen verlassen die Tiere ihre Winterquartiere in der ersten Aprilhälfte, im westlichen Transkaukasien im März und an der kaukasischen Schwarzmeerküste bereits in der zweiten Februarhälfte. Zwischen September und Oktober werden die Winterverstecke wieder aufgesucht. Die Paarungszeit beginnt in der zweiten Maihälfte. Die Eier werden Ende Juni/Anfang Juli in Baumstubben oder umgefallenen Bäumen sowie mit der Erde gefüllten Felsspalten abgelegt. Ein Gelege besteht zumeist aus 3–8 Eiern, die 9–11 mm lang und 5–7 mm breit sind. Möglicherweise haben manche Weibchen in klimatisch günstigen Gegenden ein zweites Gelege. Die Jungtiere erscheinen zwischen Ende Juli und Anfang September, zumeist im August.
Die Nahrung besteht aus Schnecken, Regenwürmern, Asseln, Hundert- und Tausendfüßern, Spinnen und verschiedenen Insekten, vor allem Käfern, Zikaden, Ameisen, Fliegen, Schmetterlingen und Heuschrecken. Über die Feinde ist nichts bekannt.

## Gefährdung
Die IUCN listet die Art als potenziell gefährdet (near threatened) mit einem sinkenden Populationstrend. Insgesamt gilt die Art als häufig in ihrem Verbreitungsgebiet.

## Unterarten
- Darevskia derjugini abchasica (Bischoff, 1982)
- Darevskia derjugini barani (Bischoff, 1982)
- Darevskia derjugini boehmei (Bischoff, 1982)
- Darevskia derjugini derjugini (Nikolskij, 1889)
- Darevskia derjugini orlowae (Bischoff, 1982)
- Darevskia derjugini silvatica (Bartenef & Reznikova, 1931)